# Gesamtausgabe (Heidegger)
Gesamtausgabe ist der Titel der gesammelten Werke des deutschen Philosophen Martin Heidegger. Sie erscheint im Verlag Vittorio Klostermann.
Begonnen wurde sie noch zu Heideggers Lebzeiten. Er legte die Art der Veröffentlichung und die Reihenfolge der Bände fest. Die Gesamtausgabe umfasst insgesamt 102 Bände, wobei derzeit circa zwei Bände jährlich erscheinen.

## Edition
Heideggers Gesamtausgabe ist keine historisch-kritische Ausgabe, sondern eine Ausgabe letzter Hand; das heißt, dass die Reihenfolge durch Heidegger selber festgelegt wurde und hat zur Folge, dass die Bände auch kein Register enthalten. Zwar werden Anmerkungen Heideggers und manche Änderungen gesondert ausgewiesen, aber nicht systematisch auf Grundlage von Handschriften und Ausgaben die Textgeschichte sichtbar gemacht. Insbesondere erfährt die Gesamtausgabe Kritik hinsichtlich des Umgangs mit Stellen mit Bezug zum Nationalsozialismus und zum Judentum. Neben verschleiernden nachträglichen Änderungen durch Heidegger selbst wird auch von Fälschungen durch die Familie und die Herausgeberschaft berichtet.
Zur Klärung der Vorwürfe wandte sich Verleger der Gesamtausgabe Vittorio E. Klostermann im Jahr 2015 an die Herausgeber und bat um Aufklärung über eventuelle Glättungen oder Streichungen. In der daraufhin aufflammenden Debatte meldete sich Klostermann u. a. mit Stellungnahmen und Leserbriefen zu Wort.
Als erste Herausgabe der deutschen Ausgabe erschien 1975 der Band 24, Die Grundprobleme der Phänomenologie. Seitdem sind viele Bände auch als Übersetzungen in mehreren Sprachen herausgekommen. Herausragend ist hierbei die japanische Gesamtausgabe, welche zeitgleich mit der deutschen erscheint. Auf Veranlassung Martin Heideggers wurde Friedrich-Wilhelm von Herrmann zum wissenschaftlichen Hauptherausgeber der Gesamtausgabe ernannt, die 1975 begonnen wurde und bis heute im Verlag Vittorio Klostermann erscheint.
Die insgesamt 102 Bände der Gesamtausgabe von Heideggers Werk unterteilen sich wie folgt:
- I. Abteilung (Bände 1–16): Veröffentlichte Schriften 1910–1976: Sie umfasst die zu Lebzeiten von Heidegger herausgegebenen Schriften.
- II. Abteilung (Bände 17–63): Vorlesungen 1919–1944: diese bringt in zeitlicher Folge alle Vorlesungen Heideggers aus der Marburger (1923–1928) und der zweiten Freiburger Lehrtätigkeit (1928–1944). Am Ende der Abteilung wurden die frühen Freiburger Vorlesungen aus Heideggers Dozentenzeit aufgenommen. Nach Heidegger ist die Kenntnis dieser Abteilung eine notwendige Voraussetzung für das Verständnis der unveröffentlichten Abhandlungen.
- III. Abteilung (Bände 64–81): Unveröffentlichte Abhandlungen / Vorträge – Gedachtes: Sie umfasst zahlreiche bisher unveröffentlichte Abhandlungen aus verschiedenen Jahrzehnten.
- IV. Abteilung (Bände 82–102): Hinweise und Aufzeichnungen: Hier finden sich Hinweise zu veröffentlichten Schriften, Denksplitter, Briefe, die „Schwarzen Hefte“, in denen Heidegger über vier Jahrzehnte wichtige Einsichten verdichtet festgehalten hat. Diese erscheinen nach seinem Wunsch am Ende der Herausgabe der Gesamtausgabe. (Der Verlag Vittorio Klostermann weist darauf hin, dass im Nachlass ein Heft fehlt, die „Überlegungen I“, und bittet im Prospekt der Gesamtausgabe um dessen Rückgabe.)

Der Plan der Gesamtausgabe ist im Band 70, Über den Anfang (1941) […], mit enthalten. Außerdem kann die Übersicht beim Verlag Vittorio Klostermann als gesonderte Broschüre bezogen werden.
Das sogenannte Sigel (auch die Sigle) der Gesamtausgabe ist GA. Für die auch außerhalb des Rahmens der Gesamtausgabe erschienenen Werke sind die folgenden Abkürzungen gebräuchlich, wie man sie meist im Siglenverzeichnis findet:
| EM: Einführung in die Metaphysik (GA 40) FD: Die Frage nach dem Ding (GA 41) G oder GL: Gelassenheit (GA 13 und 16) HW: Holzwege (GA 5) ID: Identität und Differenz N I/II: Nietzsche Bd. I/II (GA 6.1/2) Sch: Schellings Abhandlung »Über das Wesen der menschlichen Freiheit« (GA 42) SD oder ZSD: Zur Sache des Denkens (GA 14) SG: Der Satz vom Grund (GA 10) | SU: Die Selbstbehauptung der deutschen Universität. Das Rektorat 1933/43 (GA 16) SZ: Sein und Zeit (GA 2) US: Unterwegs zur Sprache (GA 12) VA: Vorträge und Aufsätze (GA 7) WD: Was heißt Denken? (GA 8) WM: Wegmarken (GA 9) Zoll: Zollikoner Seminare |

## I. Abteilung: Veröffentlichte Schriften (1910–1976)
| Band | Inhalt | Kurzbeschreibung                                                                            |
| --- | --- | ------------------------------------------------------------------------------------------- |
| 1 Frühe Schriften (1912–1916) Hrsg.: F.-W. von Herrmann 1978, XII, 454 S.                                   | 1. Das Realitätsproblem in der modernen Philosophie (1912) 2. Neuere Forschungen über Logik (1912) 3. Besprechungen (1913) 4. Die Lehre vom Urteil im Psychologismus (1913) 5. Die Kategorien- und Bedeutungslehre des Duns Scotus (1915) 6. Selbstanzeige (1917) 7. Der Zeitbegriff in der Geschichtswissenschaft (1916) |                                                                                             |
| 2 Sein und Zeit (1927) Hrsg.: F.-W. von Herrmann 1977, XIV, 586 S.                                          | EINLEITUNG: Die Exposition der Frage nach dem Sinn von Sein Erstes Kapitel: Notwendigkeit, Struktur und Vorrang der Seinsfrage Zweites Kapitel: Die Doppelaufgabe in der Ausarbeitung der Seinsfrage. Die Methode der Untersuchung und ihr Aufriß ERSTER TEIL: Die Interpretation des Daseins auf die Zeitlichkeit und die Explikation der Zeit als des transzendentalen Horizontes der Frage nach dem Sein ERSTER ABSCHNITT: Die vorbereitende Fundamentalanalyse des Daseins Erstes Kapitel: Die Exposition der Aufgabe einer vorbereitenden Analyse des Daseins Zweites Kapitel: Das In-der-Welt-sein überhaupt als Grundverfassung des Daseins Drittes Kapitel: Die Weltlichkeit der Welt Viertes Kapitel: Das In-der-Welt-sein als Mit- und Selbstsein. Das »Man« Fünftes Kapitel: Das In-Sein als solches Sechstes Kapitel: Die Sorge als Sein des Daseins ZWEITER ABSCHNITT: Dasein und Zeitlichkeit Erstes Kapitel: Das mögliche Ganzsein des Daseins und das Sein zum Tode Zweites Kapitel: Die daseinsmäßige Bezeugung eines eigentlichen Seinkönnens und die Entschlossenheit Drittes Kapitel: Das eigentliche Ganzseinkönnen des Daseins und die Zeitlichkeit als der ontologische Sinn der Sorge Viertes Kapitel: Zeitlichkeit und Alltäglichkeit Fünftes Kapitel: Zeitlichkeit und Geschichtlichkeit Sechstes Kapitel: Zeitlichkeit und Innerzeitigkeit als Ursprung des vulgären Zeitbegriffes Nachwort des Herausgebers | Heideggers erstes Hauptwerk. Siehe Sein und Zeit                                            |
| 3 Kant und das Problem der Metaphysik (1929) Hrsg.: F.-W. von Herrmann 1991, 2. Auflage 2010, XVIII, 318 S. | Anhang Aufzeichnungen zum Kantbuch Rezension von Ernst Cassirer, Philosophie der symbolischen Formen. 2. Teil: Das mythische Denken. Berlin 1925 (1928) Davoser Vorträge: Kants Kritik der reinen Vernunft und die Aufgabe einer Grundlegung der Metaphysik (1929) Davoser Disputation zwischen Ernst Cassirer und Martin Heidegger (1929) Zu Odebrechts und Cassirers Kritik des Kantbuches (1931/32) Zur Geschichte des philosophischen Lehrstuhles seit 1866 (1927) | Kants Kritik der reinen Vernunft soll als eine Grundlegung der Metaphysik ausgelegt werden. |
| 4 Erläuterungen zu Hölderlins Dichtung (1936–1968) Hrsg.: F.W. von Herrmann 1981, 2. Auflage 1996, 208 S.   | - Erläuterungen zu Hölderlins Dichtung - Vorbemerkung zur Wiederholung der Rede - Vorwort zur Lesung von Hölderlins Gedichten - Ein Blick in die Werkstatt |                                                                                             |
| 5 Holzwege (1935–1946) Hrsg.: F.-W. von Herrmann 1977, 2. Auflage 2003, VI, 382 S.                          | 1. Der Ursprung des Kunstwerkes (1935/36) 2. Die Zeit des Weltbildes (1938) 3. Hegels Begriff der Erfahrung (1942/43) 4. Nietzsches Wort »Gott ist tot« (1943) 5. Wozu Dichter? (1946) 6. Der Spruch des Anaximander (1946) |                                                                                             |
| 6.1 Nietzsche 1 (1936–1939) Hrsg.: B. Schillbach 1996, XIV, 596 S.                                          | I. DER WILLE ZUR MACHT ALS KUNST (siehe GA 43) II. DIE EWIGE WIEDERKEHR DES GLEICHEN (siehe GA 44) III. DER WILLE ZUR MACHT ALS ERKENNTNIS (siehe GA 47) | nicht aufgenommen wurde GA 46                                                               |
| 6.2 Nietzsche 2 (1939–1946) Hrsg.: B. Schillbach 1997, VIII, 454 S.                                         | IV. DIE EWIGE WIEDERKEHR ALS WILLE ZUR MACHT V. DER EUROPÄISCHE NIHILISMUS VI. NIETZSCHES METAPHYSIK VII. DIE SEINSGESCHICHTLICHE BESTIMMUNG DES NIHILISMUS VIII. DIE METAPHYSIK ALS GESCHICHTE DES SEINS IX. ENTWÜRFE ZUR GESCHICHTE DES SEINS ALS METAPHYSIK X. DIE ERINNERUNG IN DIE METAPHYSIK |                                                                                             |
| 7 Vorträge und Aufsätze (1936–1953) Hrsg.: F.-W. von Herrmann 2000, XVIII, 298 S.                           | 1. Die Frage nach der Technik (1953) 2. Wissenschaft und Besinnung (1953) 3. Überwindung der Metaphysik (1936–1946) 4. Wer ist Nietzsches Zarathustra? (1953) 5. Was heißt Denken? (1952) 6. Bauen Wohnen Denken (1951) 7. Das Ding (1950) 8. »...dichterisch wohnet der Mensch…« (1951) 9. Logos (Heraklit, Fragment 50) (1951) 10. Moira (Parmenides, Fragment VIII, 34-41) (1952) 11. Aletheia (Heraklit, Fragment 16) (1954) |                                                                                             |
| 8 Was heißt Denken? (1951–1952) Hrsg.: P.-L. Coriando 2002, VIII, 268 S.                                    | |                                                                                             |
| 9 Wegmarken (1919–1961) Hrsg.: F.-W. von Herrmann 1976, 2. Auflage 1996, 3. Auflage 2004, X, 488 S.         | 1. Anmerkungen zu Karl Jaspers »Psychologie der Weltanschauungen« (1919/21) 2. Phänomenologie und Theologie (1927) 3. Aus der letzten Marburger Vorlesung (1927) 4. Was ist Metaphysik? (1929) 5. Vom Wesen des Grundes (1929) 6. Vom Wesen der Wahrheit (1930) 7. Platons Lehre von der Wahrheit (1931/32, 1940) 8. Vom Wesen und Begriff der Φὐσις. Aristoteles, Physik B, 1 (1939) 9. Nachwort zu »Was ist Metaphysik?« (1943) 10. Brief über den »Humanismus« (1946) 11. Einleitung zu »Was ist Metaphysik?« (1949) 12. Zur Seinsfrage (1955) 13. Hegel und die Griechen (1958) 14. Kants These über das Sein (1961) | 1. Fragt nach dem Nichts. 2. Fragt nach der ontologischen Differenz.                        |
| 10 Der Satz vom Grund (1955–1956) Hrsg.: P. Jaeger 1997, VIII, 192 S.                                       | |                                                                                             |
| 11 Identität und Differenz (1955–1957) Hrsg.: F.-W. von Herrmann 2. Auflage 2006, 168 S.                    | 1. Was ist das – die Philosophie? (1955) 2. Identität und Differenz (1957) 1. Der Satz der Identität (1957) 2. Die onto-theologische Verfassung der Metaphysik (1957) 1. Die Kehre (1949) 2. Grundsätze des Denkens (1957) 3. Ein Vorwort. Brief an Pater William J. Richardson (1962) 4. Brief an Takehiko Kojima (1963) |                                                                                             |
| 12 Unterwegs zur Sprache (1950–1959) Hrsg.: F.-W. von Herrmann 1985, 262 S.                                 | 1. Die Sprache (1950) 2. Die Sprache im Gedicht. Eine Erörterung von Georg Trakls Gedicht (1952) 3. Aus einem Gespräch von der Sprache. (1953/54) Zwischen einem Japaner und einem Fragenden 4. Das Wesen der Sprache (1957/58) 5. Das Wort (1958) 6. Der Weg zur Sprache (1959) |                                                                                             |
| 13 Aus der Erfahrung des Denkens (1910–1976) Hrsg.: H. Heidegger 1983, 2. Auflage 2002, VIII, 254 S.        | 1. Abraham a Sankta Clara (1910) 2. Frühe Gedichte (1910–1916) 3. Schöpferische Landschaft: Warum bleiben wir in der Provinz? (1953) 4. Wege zur Aussprache (1957) 5. Winke (1941) 6. Chorlied aus der Antigone des Sophokles (1943) 7. Zur Erörterung der Gelassenheit. Aus einem Feldweggespräch über das Denken (1944/45) 8. Aus der Erfahrung des Denkens (1947) 9. Der Feldweg (1949) 10. Holzwege („Dem künftigen Menschen …“) (1949) 11. Zu einem Vers von Mörike. Ein Briefwechsel mit Martin Heidegger von Emil Staiger (1951) 12. Was heißt Lesen? (1954) 13. Vom Geheimnis des Glockenturmes (1954) 14. Für das Langenharder Hebelbuch (1954) 15. Über die Sixtina (1955) 16. Die Sprache Johann Peter Hebels (1955) 17. Begegnungen mit Ortega y Gasset (1955) 18. Was ist die Zeit? (1956) 19. Hebel der Hausfreund (1957) 20. Aufzeichnungen aus der Werkstatt (1959) 21. Sprache und Heimat (1960) 22. Über Igor Strawinsky (1962) 23. Für René Char (1963) 24. Adalbert Stifters „Eisgeschichte“ (1964) 25. Wink in das Gewesen (1966) 26. Die Kunst und der Raum (1969) 27. Zeichen (1969) 28. Das Wohnen des Menschen (1970) 29. Gedachtes (1970) 30. Rimbaud vivant (1972) 31. Sprache (1972) 32. Der Fehl heiliger Namen (1974) 33. Fridolin Wiplingers letzter Besuch (1974) 34. Erhart Kästner zum Gedächtnis (1975) 35. Grusswort für Bernhard Welte (1976)                                                      |                                                                                             |
| 14 Zur Sache des Denkens (1962–1964) Hrsg. von F.-W. von Herrmann Juli 2007, 156 S.                         | - Zeit und Sein (1962) - Protokoll zu einem Seminar über den Vortrag ›Zeit und Sein‹ (1962) - Das Ende der Philosophie und die Aufgabe des Denkens (1964) - Mein Weg in die Phänomenologie (1963) - Selbstanzeige: Martin Heidegger, Sein und Zeit. I. Hälfte (1927) - Brief an Edmund Husserl vom 22. Oktober 1927 - Vorbemerkung des Herausgebers von Edmund Husserls Vorlesungen zur Phänomenologie des inneren Zeitbewusstseins (1928) - Über das Zeitverständnis in der Phänomenologie und im Denken der Seinsfrage (1968) - Ankündigung und zwei Vorworte zur Freiburger Antrittsvorlesung ›Was ist Metaphysik?‹ - Ankündigung (1929) - Vorwort des Verfassers (1938) - Vorwort (1949) |                                                                                             |
| 15 Seminare (1951–1973) Hrsg.: C. Ochwadt 1986, 2. Auflage 2005, 448 S.                                     | 1. Martin Heidegger – Eugen Fink: HERAKLIT 2. VIER SEMINARE: Seminar in Le Thor 1966, 1968, 1969, Seminar in Zähringen 1973 |                                                                                             |
| 16 Reden und andere Zeugnisse eines Lebensweges (1910–1976) Hrsg.: H. Heidegger 2000, XXII, 842 S.          | |                                                                                             |

## II. Abteilung: Vorlesungen (1919–1944)

### Bände 17–26: Marburger Vorlesungen (1923–1928)
- 17 Einführung in die phänomenologische Forschung. (Wintersemester 1923/24), Hrsg.: F.-W. von Herrmann, 1994, 2. Auflage 2006, XIV, 332 S.
- 18 Grundbegriffe der aristotelischen Philosophie. (Sommersemester 1924), Hrsg.: M. Michalski, 2002, XIV, 418 S.
- 19 Platon: Sophistes. (Wintersemester 1924/25), Hrsg.: I. Schüßler, 1992, XXXII, 668 S.
- 20 Prolegomena zur Geschichte des Zeitbegriffs. (Sommersemester 1925), Hrsg.: P. Jaeger, 1979, 2. Auflage 1988, 3. Auflage 1994, XII, 448 S.
- 21 Logik. Die Frage nach der Wahrheit. (Wintersemester 1925/26), Hrsg.: W. Biemel, 1976, 2. Auflage 1995, VIII, 418 S.
- 22 Grundbegriffe der antiken Philosophie. (Sommersemester 1926) Hrsg.: F.-K. Blust, 1993, 2. Auflage 2004, XIV, 344 S.
- 23 Geschichte der Philosophie von Thomas von Aquin bis Kant. (Wintersemester 1926/27), Hrsg.: H. Vetter, 2006. XII, 248 S.
- 24 Die Grundprobleme der Phänomenologie. (Sommersemester 1927), Hrsg.: F.-W. von Herrmann, 1975, 2. Auflage 1989, 3. Auflage 1997, X, 474 S.
- 25 Phänomenologische Interpretation von Kants Kritik der reinen Vernunft. (Wintersemester 1927/28), Hrsg.: I. Görland, 1977, 2. Auflage 1987, 3. Auflage 1995, XII, 436 S.
- 26 Metaphysische Anfangsgründe der Logik im Ausgang von Leibniz. (Sommersemester 1928), Hrsg.: K.Held, 1978, 2. Auflage 1990, VI, 292 S.

### Bände 27–55: Freiburger Vorlesungen (1928–1944)
- 27 Einleitung in die Philosophie. (Wintersemester 1928/29), Hrsg.: O. Saame und Ina Saame-Speidel, 1996, 2. durchgesehene Auflage 2001, XII, 404 S.
- 28 Der deutsche Idealismus (Fichte, Schelling, Hegel) und die philosophische Problemlage der Gegenwart. (Sommersemester 1929) / Im Anhang: Nachschrift „Einführung in das akademische Studium“ (Sommersemester 1929), Hrsg.: C. Strube, 1997, XII, 368 S.
- 29/30 Die Grundbegriffe der Metaphysik. Welt – Endlichkeit – Einsamkeit. (Wintersemester 1929/30), Hrsg.: F.-W. von Herrmann, 1983, 2. Auflage 1992, 3. Auflage 2004, XX, 542 S.
- 31 Vom Wesen der menschlichen Freiheit. Einleitung in die Philosophie. (Sommersemester 1930), Hrsg.: H. Tietjen, 1982, 2. Auflage 1994, XII, 308 S.
- 32 Hegels Phänomenologie des Geistes. (Wintersemester 1930/31), Hrsg.: I. Görland, 1980, 2. Auflage 1988, 3. Auflage 1997, VIII, 224 S.
- 33 Aristoteles Metaphysik IX 1–3. Von Wesen und Wirklichkeit der Kraft. (Sommersemester 1931), Hrsg.: H. Hüni, 1981, 2. Auflage 1990, 3. Auflage 2006, VIII, 228 S.
- 34 Vom Wesen der Wahrheit. Zu Platons Höhlengleichnis und Theätet. (Wintersemester 1931/32), Hrsg.: H. Mörchen, 1988, 2. Auflage 1997, X, 338 S.
- 35 Der Anfang der abendländischen Philosophie (Anaximander und Parmenides). (Sommersemester 1932), Hrsg.: P Trawny, 2012, XII, 272 S.
- 36/37 Sein und Wahrheit / 1. Die Grundfrage der Philosophie. (Sommersemester 1933), 2. Vom Wesen der Wahrheit (Wintersemester 1933/34), Hrsg.: H. Tietjen, 2001, XVI, 308 S.
- 38 Logik als die Frage nach dem Wesen der Sprache. (Sommersemester 1934), Hrsg.: G.Seubold, 1998, VIII, 176 S.
- 39 Hölderlins Hymnen „Germanien“ und „Der Rhein“. (Wintersemester 1934/35), Hrsg.: S.Ziegler, 1980, 2. Auflage 1989, 3. Auflage 1999, XII, 296 S.
- 40 Einführung in die Metaphysik. (Sommersemester 1935), Hrsg.: P. Jaeger, 1983, X, 234 S.
- 41 Die Frage nach dem Ding. Zu Kants Lehre von den transzendentalen Grundsätzen. (Wintersemester 1935/36), Hrsg.: P. Jaeger, 1984, VIII, 254 S.
- 42 Schelling: Vom Wesen der menschlichen Freiheit (1809). (Sommersemester 1936), Hrsg.: I. Schüßler, 1988, X, 290 S.
- 43 Nietzsche: Der Wille zur Macht als Kunst. (Wintersemester 1936/37), Hrsg.: B. Heimbüchel, 1985, XII, 298 S.
- 44 Nietzsche metaphysische Grundstellung im abendländischen Denken: Die ewige Wiederkehr des Gleichen. (Sommersemester 1937), Hrsg.: M. Heinz, 1986, VIII, 254 S.
- 45 Grundfragen der Philosophie. Ausgewählte „Probleme“ der „Logik“. (Wintersemester 1937/38), Hrsg.: F.-W. von Herrmann, 1984, 2. Auflage 1992, XIV, 234 S.
- 46 Nietzsches II. Unzeitgemässe Betrachtung. (Wintersemester 1938/39), Hrsg.: H.-J. Friedrich
- 47 Nietzsches Lehre vom Willen zur Macht als Erkenntnis. (Sommersemester 1939), Hrsg.: E. Hanser, 1989, XVI, 330 S.
- 48 Nietzsche: Der europäische Nihilismus, (1940). Hrsg.: P. Jaeger, 1986, XVI, 340 S.
- 49 Die Metaphysik des deutschen Idealismus. Zur erneuten Auslegung von Schelling: Philosophische Untersuchungen über das Wesen der menschlichen Freiheit und die damit zusammenhängenden Gegenstände (1809). Hrsg.: Günter Seubold, 1991, 2. Auflage 2006, X, 210 S.
- 50 Nietzsches Metaphysik (für das Wintersemester 1941/42 angekündigt, aber nicht vorgetragen) / Einleitung in die Philosophie – Denken und Dichten. (Wintersemester 1944/45), Hrsg.: P. Jaeger, 1990, VIII, 162 S.
- 51 Grundbegriffe. (Sommersemester 1941), Hrsg.: P. Jaeger, 1981, 2. Auflage 1991, X, 128 S.
- 52 Hölderlins Hymne „Andenken“. (Wintersemester 1941/42), Hrsg.: C. Ochwadt, 1982, 2. Auflage 1992, X, 204 S.
- 53 Hölderlins Hymne „Der Ister“. (Sommersemester 1942), Hrsg.: W. Biemel, 1984, 2. Auflage 1993, VIII, 210 S.
- 54 Parmenides. (Wintersemester 1942/43), Hrsg.: M. S. Frings, 1982, 2. Auflage 1992, XII, 252 S.
- 55 Heraklit. 1. Der Anfang des abendländischen Denkens(Sommersemester 1943) / 2. Logik. Heraklits Lehre vom Logos. (Sommersemester 1944), Hrsg.: M. S. Frings, 1979, 2. Auflage 1987, 3. Auflage 1994, XII, 406 S.

### Bände 56–63: Frühe Freiburger Vorlesungen (1919–1923)
- 56/57 Zur Bestimmung der Philosophie. 1. Die Idee der Philosophie und das Weltanschauungsproblem (Kriegsnotsemester 1919) / 2. Phänomenologie und transzendentale Wertphilosophie (Sommersemester 1919) / 3. Anhang: Über das Wesen der Universität und des akademischen Studiums (Sommersemester 1919), Hrsg.: B. Heimbüchel, 1987, 2. Auflage 1999, X, 226 S.
- 58 Grundprobleme der Phänomenologie. (Wintersemester 1919/20), Hrsg.: Hans-Helmuth Gander, 1993, X, 274 S.
- 59 Phänomenologie der Anschauung und des Ausdrucks. Theorie der philosophischen Begriffsbildung. (Sommersemester 1920), Hrsg.: C.Strube, 1993, VIII, 202 S.
- 60 Phänomenologie des religiösen Lebens. 1. Einleitung in die Phänomenologie der Religion (Wintersemester 1920/21), Hrsg.: M. Jung et T. Regehly / 2. Augustinus und der Neuplatonismus (Sommersemester 1921) / 3. Die philosophischen Grundlagen der mittelalterlichen Mystik, Hrsg.: C. Strube, 1995, XIV, 352 S.
- 61 Phänomenologische Interpretationen zu Aristoteles. Einführung in die phänomenologische Forschung. (Wintersemester 1921/22), Hrsg.: W. Bröcker et K. Bröcker-Oltmanns, 1985, 2. Auflage 1994, XIV, 204 S.
- 62 Phänomenologische Interpretation ausgewählter Abhandlungen des Aristoteles zu Ontologie und Logik. (Sommersemester 1922), Hrsg.: G. Neumann, 2005, XXIV, 452 S.
- 63 Ontologie. Hermeneutik der Faktizität. (Sommersemester 1923), Hrsg.: K. Bröcker-Oltmanns, 1988, 2. Auflage 1995, XII, 116 S.

## III. Abteilung: Unveröffentlichte Abhandlungen / Vorträge – Gedachtes
- 64 Der Begriff der Zeit (1924). Hrsg.: F.-W. von Herrmann, 2004, VI, 134 S.

I. Die Fragestellung Diltheys und Yorcks Grundtendenz
II. Die ursprünglichen Seinscharaktere des Daseins
III. Dasein und Zeitlichkeit
IV. Zeitlichkeit und Geschichtlichkeit.
Anhang: Der Begriff der Zeit. Vortrag vor der Marburger Theologenschaft Juli 1924
- 65 Beiträge zur Philosophie (Vom Ereignis) (1936–1938). Hrsg.: F.-W. von Herrmann, 1989, 2. Auflage 1994, XVI, 522 S.

I. Vorblick
II. Der Anklang
III. Das Zuspiel
IV. Der Sprung
V. Die Gründung, a) Da-Sein und Seinsentwurf, b) Das Da-sein, c) Das Wesen der Wahrheit, d) Der Zeit-Raum als der Ab-grund, e) Die Wesung der Wahrheit als Bergung
VI. Die Zu-künftigen
VII. Der letzte Gott
VIII. Das Seyn
- 66 Besinnung (1938/39). Hrsg.: F.-W. von Herrmann, 1997, XIV, 438 S.

I. Einleitung
II. Der Vorsprung in die Einzigkeit des Seyns
III. Die Philosophie
IV. Zum Entwurf des Seyns
V. Wahrheit und Wissen
VI. Das Seyn
VII. Das Seyn und der Mensch
VIII. Das Seyn und der Mensch
IX. Der Anthropomorphismus
X. Geschichte
XI. Die Technik
XII. Historie und Technik
XIII. Seyn und Macht
XIV. Das Seyn und das Sein
XV. Das Denken des Seyns
XVI. Die Seynsvergessenheit
XVII. Die Seynsgeschichte
XVIII. Götter
XIX. Die Irre
XX. Zur Geschichte der Metaphysik
XXI. Die metaphysische Warumfrage
XXII. Seyn und „Werden“
XXIII. Das Sein als Wirklichkeit
XXIV. Das Seyn und die „Negativität“
XXV. Sein und Denken. Sein und Zeit
XXVI. Eine Sammlung des Besinnens
XXVII. Das seynsgeschichtliche Denken und die Seinsfrage
XXVIII. Der seynsgeschichtliche Begriff der Metaphysik
Anhang: Mein bisheriger Weg (1937/38)
- 67 Metaphysik und Nihilismus. Hrsg.: H.-J. Friedrich, 1999, XII, 274 S.

1. Die Überwindung der Metaphysik (1938/39)
2. Das Wesen des Nihilismus (1946–1948)
- 68 Hegel. Hrsg.: I. Schüßler, 1993, X, 154 S.

1. Die Negativität (1938/39)
2. Erläuterung der „Einleitung“ zu Hegels Phänomenologie des Geistes (1942)
- 69 Die Geschichte des Seyns. Hrsg.: Peter Trawny, 1998, XII, 230 S.

1. Die Geschichte des Seyns (1938/40)
2. Koinon. Aus der Geschichte des Seyns (1939)
- 70 Über den Anfang (1941). Hrsg.: Paola-Ludovika Coriando, 2005, XII, 200 S.

I. Die Anfängnis des Anfangs
II. Anfang und das anfängliche Denken
III. Ereignis und Da-sein
IV. Bemerkungen über das Auslegen
V. Die Seynsgeschichte
VI. Sein und Zeit und das anfängliche Denken als Geschichte des Seyns
- 71 Das Ereignis (1941/42). Hrsg.: F.-W. von Herrmann

- Vorworte
- Der erste Anfang
- Der Anklang
- Der Unterschied
- Die Verwindung
- Das Ereignis. Der Wortschatz seines Wesens
- Das Ereignis
- Das Ereignis und das Menschenwesen
- Das Daseyn
- Der andere Anfang
- Weisungen in das Ereignis
- Das seynsgeschichtliche Denken (Dichten und Denken)

- 72 Die Stege des Anfangs (1944). Hrsg.: F.-W. von Herrmann
- 73 Zum Ereignis-Denken, 2 Teilbände, Hrsg.: Peter Trawny, 2013
- 74 Zum Wesen der Sprache und zur Frage nach der Kunst. Hrsg.: Thomas Regehly, 2010
- 75 Zu Hölderlin / Griechenlandreisen. Hrsg.: C. Ochwadt, 2000, VI, 380 S.
- 76 Zur Metaphysik / Neuzeitlichen Wissenschaft / Technik. Hrsg.: C. Strube
- 77 Feldweg-Gespräche (Erdachte Gespräche 1944/45). Hrsg.: Ingeborg Schüßler, 1995, VI, 250 S.

1. Ἀγχιβασίη. Ein Gespräch selbdritt auf einem Feldweg zwischen einem Forscher, einem Gelehrten und einem Weisen
2. Der Lehrer trifft den Türmer an der Tür zum Turmaufgang
3. Abendgespräch in einem Kriegsgefangenenlager in Russland zwischen einem Jüngeren und einem Älteren
- 78 Der Spruch des Anaximander (1946). Hrsg. Ingeborg Schüßler, 2010
- 79 Bremer und Freiburger Vorträge. Hrsg.: P. Jaeger, 1994, 2. Auflage 2005, VI, 182 S.

1. Einblick in das was ist. Bremer Vorträge 1949: Das Ding / Das Ge-stell / Die Gefahr / Die Kehre.
2. Grundsätze des Denkens. Freiburger Vorträge 1957
- 80 Vorträge, Teilband 80.1 (1915–1932), Hrsg.: Günter Neumann, 2016

- Frage und Urteil (Vortrag im Heinrich Rickert Seminar 10. Juli 1915)
- Wahrsein und Dasein. Aristoteles, Ethica Nicomachea (Vortrag in der Kant-Gesellschaft Köln WS 1923/24)
- Kasseler Vorträge (1925)
- Begriff und Entwicklung der phänomenologischen Forschung (Vortrag im Marburger kulturwissenschaftlichen Kränzchen 4. Dezember 1926)
- Phänomenologie und Theologie. 1. Teil: Die nichtphilosophischen als positive Wissenschaften und die Philosophie als transzendentale Wissenschaft (Vortrag vor der evangelischen Theologenschaft in Tübingen 8. Juli 1927)
- Die heutige Problemlage der Philosophie (Vortrag in der Kantgesellschaft Karlsruhe 4. Dezember 1929 und vor der wissenschaftlichen Vereinigung zu Amsterdam 21. März 1930)
- Philosophische Anthropologie und Metaphysik des Daseins (Vortrag in der Kantgesellschaft Frankfurt 24. Januar 1929)
- Hegel und das Problem der Metaphysik (Vortrag in der wissenschaftlichen Vereinigung zu Amsterdam 22. März 1930)
- Augustinus: Quid est tempus? Confessiones lib. XI (Vortrag in Beuron 26. Oktober 1930)
- Höhlengleichnis – Vorarbeit (um 1931)
- Ἀλήθεια und Höhlengleichnis (13. November 1931)
- Τὸ ψεῦδος (Vortrag im Freiburger Kränzchen 22. Juli 1932)
- Der Satz vom Widerspruch (Vortrag im Freiburger Kränzchen 16. Dezember 1932)
- Das Dasein und der Einzelne (Vortrag Zürich 18. Januar 1936)
- Europa und die deutsche Philosophie (Vortrag im Kaiser Wilhelm-Institut Bibliotheca Hertziana Rom 8. April 1936)
- Von der Grundbestimmung des Wissens (Vortrag im Freiburger Kränzchen 9. Juni 1959)
- Der Spruch des Parmenides (Vortrag im Freiburger Kränzchen Juni 1940)
- Zur Geschichte des Existenzbegriffs (Vortrag im Freiburger Kränzchen 7. Juni 1941)
- Über die Be-stimmung der Künste im gegenwärtigen Weltalter (Vortrag in Baden-Baden Haus Schweizer 7. und 8. Mai 1959)
- Max Kommerell (Vortrag in der Gedächtnisfeier von Max Kommerell 27. Februar 1962)
- Überlieferte Sprache und technische Sprache (Vortrag auf dem Lehrgang für Gewerbeschullehrer auf der Comburg 18. Juli 1962)
- Bemerkungen zu Kunst – Plastik – Raum (Vortrag St. Gallen 3. Oktober 1964)
- Die Herkunft der Kunst und die Bestimmung des Denkens (Vortrag in der Akademie der Wissenschaften und Künste in Athen 4. April 1967)
- Die Bestimmung der Sache des Denkens (Vortrag 19. Juli 1967 in Kiel zu W. Bröckers 65. Geburtstag)

- 81 Gedachtes. Hrsg.: Paola-Ludovika Coriando, September 2007, 360 S.

I. Frühe unveröffentlichte Gedichte. Ich mied der Gottesnähe heldenschaffende Kraft / Fernes Land / Hast die Sonne du verloren.
II. Aus der Erfahrung des Denkens. Auf dem Heimweg / Der Ring des Seyns / Wende / Dann sind wir bedacht / Amo: volo ut sis / Sonata sonans / Ankunft / Winke / An-fang und Beginn im Ereignis "der" Freyheit / Aus der Werkstatt / Hütte am Abend / Pindari Isthmia V, 1-16 / Herákleitos ho skyteinós. Dem Freunde zu Weihnachten 1946 / Furchen.
III. Gedachtes für das Vermächtnis eines Denkens. Lerchensporn / Wage den Schritt /…durchrasend die Irrnis / Seynsfuge / Tod / Nichtendes Nichts / Gegnet noch Gegend / Die Nähe des letzten Gottes / Der Schritt zurück / Vermächtnis der Seynsfrage

## IV. Abteilung: Hinweise und Aufzeichnungen
- 82 Zu eigenen Veröffentlichungen
- 83 Seminare: Platon – Aristoteles – Augustinus, Hrsg.: Mark Michalski

Erster Teil: Aristoteles, Physik Γ 1 – 3
Zweiter Teil: Platon, Parmenides
Dritter Teil: Augustinus, Confessiones XI (De Tempore)
Vierter Teil: Platons Phaidros
Fünfter Teil: Aristoteles, Metaphysik Γ und Z
Sechster Teil: Übungen im Lesen: Über die Kausalität
- 84 Seminare: Leibniz – Kant, Hrsg.: H.-H. Gander
- 85 Seminar: Vom Wesen der Sprache. Die Metaphysik der Sprache und die Wesung des Wortes. Zu Herders Abhandlung „Über den Ursprung der Sprache“, Hrsg.: I. Schüßler, 1999, XII, 220 S.
- 86 Seminare: Hegel – Schelling
- 87 Seminare: Nietzsche: Seminare 1937 und 1944, Hrsg.: P. von Ruckteschell, 2004, XX, 324 S.
- 88 Seminare: 1. Die metaphysischen Grundstellungen des abendländischen Denkens 2. Einübung in das philosophische Denken, Hrsg.: A. Denker
- 89 Zollikoner Seminare
- 90 Zu Ernst Jünger „Der Arbeiter“. Hrsg.: Peter Trawny, 2004, XVI, 460 S.
- 91 Ergänzungen und Denksplitter
- 92 Ausgewählte Briefe I
- 93 Ausgewählte Briefe II
- 94 Überlegungen II-VI („Schwarze Hefte“ 1931–1938). Hrsg.: Peter Trawny
- 95 Überlegungen VII – XI („Schwarze Hefte“ 1938/39). Hrsg.: Peter Trawny
- 96 Überlegungen XII – XV („Schwarze Hefte“ 1939–1941). Hrsg.: Peter Trawny
- 97 Anmerkungen I-V („Schwarze Hefte“ 1942–1948). Hrsg.: Peter Trawny
- 98 Anmerkungen VI-IX
- 99 Vier Hefte I: Der Feldweg / Vier Hefte II: Durch Ereignis zu Ding und Welt
- 100 Vigiliae I, II / Notturno
- 101 Winke I, II
- 102 Vorläufiges I-IV

## Übersetzungen

### Japanisch
Die Bände der Gesamtausgabe erscheinen parallel in japanischer Übersetzung. Die japanische Gesamtausgabe ist die einzige vollständige Ausgabe der Schriften Heideggers in einer anderen Sprache.
- Heidegger Gesamtausgabe (ハイデッガー全集, Haideggā zenshū), Verlag Sōbunsha, Tokyo (Übersicht über die Gesamtausgabe auf der Webseite des Verlags japanisch)
- Frühe Schriften. Band 1 (初期論文集, Shoki ronbunshū), übersetzt und hrsg. von Okamura Nobutaka und Maruyama Tokuji, 1996, 510 S. (Detailseite zu Band 1).
- Sein und Zeit. Band 2 (有（う）と時（とき）, U to toki), übersetzt und hrsg. von Tsujimura Kōichi und Hartmut Buchner, 1997, 708 S. (Detailseite zu Band 61).
- Kant und das Problem der Metaphysik. Band 3 (カントと形而上学の問題, Kanto to keijijōgaku no mondai), übersetzt und hrsg. von Kadowaki Takuji, 2003, 330 S. (Detailseite zu Band 3).
- Erläuterungen zu Hölderlins Dichtung. Band 4 (ヘルダーリンの詩作の解明, Herudārin no shisaku no kaimei), übersetzt und hrsg. von Hamada Junko und Iris Buchheim, 1997, 308 S. (Detailseite zu Band 4).
- Holzwege. Band 5 (杣径, Somamichi), übersetzt und hrsg. von Kayano Yoshio und Hans Brockard, 1988, 482 S. (Detailseite zu Band 5).
- Nietzsche 1. Band 6-1 (ニーチェ 1, nīche 1), übersetzt und hrsg. von Enzō Haruyuki und S. Müller, 2000, 608 S. (Detailseite zu Band 6-1).
- Nietzsche 2. Band 6-2 (ニーチェ 1, nīche 1), übersetzt und hrsg. von Enzō Haruyuki und H. Schmidt, 2004, 536 S. (Detailseite zu Band 6-2).
- Was heißt Denken. Band 8 (思惟とは何の謂いか, Shii to wa nan no ii ka), übersetzt und hrsg. von Shikaya Takako und Hartmut Buchner, 2006, 330 S. (Detailseite zu Band 8).
- Wegmarken. Band 9 (道標, Dōhyō), übersetzt und hrsg. von Tsujimura Kōichi und Hartmut Buchner, 1985, 630 S. (Detailseite zu Band 9).
- Unterwegs zur Sprache. Band 12 (言葉への途上, Kotoba e no tojō), übersetzt und hrsg. von Kameyama Kenkichi und Helmut Groß, 1996, 368 S. (Detailseite zu Band 12).
- Aus der Erfahrung des Denkens. Band 13 (思惟の経験から, Shii no keiken kara), übersetzt und hrsg. von Higashi Senichirō und Shibata Toyohiko, 1994, 350 S. (Detailseite zu Band 13).
- Seminare. Band 15 (ゼミナーレ, Seminare), übersetzt und hrsg. von Ōhashi Ryōsuke und Matsumaru Hisao, Tōkyō:Tōkyō Daigaku Shuppankai (University of Tokyo Press) 2021.
- Einführung in die phänomenologische Forschung. Band 17 (現象学的研究への入門, Genshōgakuteki kenkyū e no nyūmon), übersetzt und hrsg. von Katō Seichi und Haruda A., 2001, 380 S. (Detailseite zu Band 17).
- Prolegomena zur Geschichte des Zeitbegriffs. Band 20 (時間概念の歴史への序説, Jikangainen no rekishi e no josetsu), übersetzt und hrsg. von Tsunetoshi Sōzaburō und Mine Hideki, 1988, 424 S. (Detailseite zu Band 20).
- Logik. Band 21 (論理学, Ronrigaku), übersetzt und hrsg. von Sasaki Akira und Itō Satoshi, 1989, 470 S. (Detailseite zu Band 21).
- Grundbegriffe der antiken Philosophie. Band 22 (古代哲学の根本諸概念, Kodai tetsugaku no kompon shogainen), übersetzt und hrsg. von Sakonji Sachiko und Will Klunker, 1999, 448 S. (Detailseite zu Band 22).
- (Verschiedene) Grundprobleme der Phänomenologie. Band 24 (現象学の根本諸問題, Genshōgaku no kompon shomondai), übersetzt und hrsg. von Mizōguchi Kyōichi und Matsumoto Osahiko, 2001, 530 S. (Detailseite zu Band 24).
- Phänomenologische Interpretation von Kants Kritik der reinen Vernunft. Band 25 (カントの純粋理性批判の現象学的解釈, Kanto no Junsui risei hihan no genshōgakuteki kaishaku), übersetzt und hrsg. von Ishii Seishi und Nakahara Takashi, 1997, 460 S. (Detailseite zu Band 25).
- Metaphysische Anfangsgründe der Logik. Band 26 (論理学の形而上学的な始元諸根拠, Ronrigaku no keijijōgakuteki na shigen shokonkyo), übersetzt und hrsg. von Sakai Kiyoshi und Will Klunker, 2002, 308 S. (Detailseite zu Band 26).
- Einleitung in die Philosophie. Band 27 (哲学入門, Tetsugaku nyūmon), übersetzt und hrsg. von Kayano Yoshio und Helmut Groß, 2002, 428 S. (Detailseite zu Band 27).
- Die Grundbegriffe der Metaphysik. Band 29+30 (形而上学の根本諸概念, Keijijōgaku no kompon shogainen), übersetzt und hrsg. von Kawahara Eihō und Severin Müller, 1998, 660 S. (Detailseite zu Band 29+30).
- Vom Wesen der menschlichen Freiheit. Band 31 (人間的自由の本質について, ningenteki jiyu no honshitsu ni tsuite), übersetzt und hrsg. von Saitō Giichi und Wolfgang Schrader, 1987, 330 S. (Detailseite zu Band 31).
- Hegels Phänomenologie des Geistes. Band 32 (ヘーゲル『精神現象学』, Hēgeru Seishin genshōgaku), übersetzt und hrsg. von Fujita Masakatsu und Alfredo Guzzoni, 1987, 308 S. (Detailseite zu Band 32).
- Aristoteles Metaphysik IX 1-3. Band 33 (アリストテレス，『形而上学　第9巻1~3』, Arisutoteresu, keijijōgaku), übersetzt und hrsg. von Iwata Yasuo und Amano Masayuki, 1994, 280 S. (Detailseite zu Band 33).
- Vom Wesen der Wahrheit. Band 34 (真理の本質について, Shinri no honshitsu ni tsuite), übersetzt und hrsg. von Hosokawa Ryōichi und Iris Buchheim, 1995, 380 S. (Detailseite zu Band 34).
- Logik als die Frage nach dem Wesen der Sprache. Band 38 (言葉の本質への問いとしての論理学, Kotoba no honshitsu e no toi toshite no ronrigaku), übersetzt und hrsg. von Kobayashi Nobuyuki und Georg Stenger, 2003, 224 S. (Detailseite zu Band 38).
- Hölderlins Hymnen „Germanien“ und „Der Rhein“. Band 39 (ヘルダーリンの讃歌『ゲルマーニエン』と『ライン』, Herudārin no sanka gerumānien to rain), übersetzt und hrsg. von Kinoshita Yasumitsu und Heinrich Treziak, 1986, 352 S. (Detailseite zu Band 39).
- Einführung in die Metaphysik. Band 40 (形而上学入門, Keijijōgaku nyūmon), übersetzt und hrsg. von Iwata Yasuo und Hartmut Buchner, 2000, 298 S. (Detailseite zu Band 40).
- Die Frage nach dem Ding. Band 41 (物への問い, Mono e no toi), übersetzt und hrsg. von Takayama Mamoru und Klaus Opilik, 1989, 280 S. (Detailseite zu Band 41).
- Nietzsche: Der Wille zur Macht als Kunst. Band 43 (ニーチェ，芸術としての力への意志, nīche, geijutsu toshite no chikara e no ishi), übersetzt und hrsg. von Sonoda Muneto und H. Schmidt, 1992, 306 S. (Detailseite zu Band 43).
- Nietzsche metaphysische Grundstellung im abendländischen Denken. Band 44 (西洋的思考におけるニーチェの形而上学的な根本の立場, Seiyōteki shikō ni okeru nīche no keijijōgakuteki na kompon no tachiba), übersetzt und hrsg. von Kikuchi Eiyoshi und Alfredo Guzzoni, 2007, 274 S. (Detailseite zu Band 44).
- Grundfragen der Philosophie. Band 45 (哲学の根本的問い, Tetsugaku no komponteki toi), übersetzt und hrsg. von Yamamoto Ikuo und Shibasaki Masako, 1990, 260 S. (Detailseite zu Band 45).
- Nietzsche: Der europäische Nihilismus. Band 48 (ニーチェ，ヨーロッパのニヒリズム, nīche yōroppa no nihirizumu), übersetzt und hrsg. von Sonoda Muneto und Hans Brockard, 1999, 350 S. (Detailseite zu Band 48).
- Die Metaphysik des deutschen Idealismus. Band 49 (ドイツ観念論の形而上学, Doitsu kannenron no keijijōgaku), übersetzt und hrsg. von Sugawara Jun und Georg Stenger, 2010, 226 S. (Detailseite zu Band 49).
- Nietzsches Metaphysik. Einleitung in die Philosophie – Denken und Dichten. Band 50 (ニーチェの形而上学　哲学入門―思索と詩作, nīche no keijijōgaku tetsugaku nyūmon – shisaku to shisaku), übersetzt und hrsg. von Akitomi Katsuya und Kamio Kazutoshi, 2000, 190 S. (Detailseite zu Band 50).
- Grundbegriffe. Band 51 (根本諸概念, Kompon shogainen), übersetzt und hrsg. von Sumi Shinobu und Elmar Weinmayr, 1987, 142 S. (Detailseite zu Band 51).
- Hölderlins Hymne „Andenken“. Band 52 (ヘルダーリンの讃歌『回想』, Herudārin no sanka kaisō), übersetzt und hrsg. von Miki Masayuki und Heinrich Treziak, 1989, 260 S. (Detailseite zu Band 52).
- Hölderlins Hymne „Der Ister“. Band 53 (ヘルダーリンの讃歌『イスター』, Herudārin no sanka isutā), übersetzt und hrsg. von Miki Masayuki und Elmar Weinmayr, 1987, 270 S. (Detailseite zu Band 53).
- Parmenides. Band 54 (パルメニデス, Parumenidesu), übersetzt und hrsg. von Kitajima Miyuki und Yumoto Kazuo, 1999, 340 S. (Detailseite zu Band 54).
- Heraklit. Band 55 (ヘラクレイトス, Herakureitosu), übersetzt und hrsg. von Tsujimura Seizō und Okada Michinori, 1990, 520 S. (Detailseite zu Band 55).
- Zur Bestimmung der Philosophie. Band 56+57 (哲学の使命について, Tetsugaku no shimei ni tsuite), übersetzt und hrsg. von Kitagawa Sakiko und Elmar Weinmayr, 1993, 254 S. (Detailseite zu Band 56+57).
- Grundprobleme der Phänomenologie. Band 58 (現象学の根本問題, Genshōgaku no komponmondai), übersetzt und hrsg. von Mushiaki Shigeru und Ikeda Takashi, 2010, 286 S. (Detailseite zu Band 58).
- Phänomenologische Interpretationen zu Aristoteles. Einführung in die phänomenologische Forschung. Band 61 (アリストテレスの現象学的解釈／現象学的研究入門, Arisutoteresu no genshōgakuteki kaishaku / genshōgakuteki kenkyū nyūmon), übersetzt und hrsg. von Kadowaki Shunsuke und Konrad Baldrian, 2009, 254 S. (Detailseite zu Band 61).
- Ontologie. Hermeneutik der Faktizität. Band 63 (オントロギー(事実性の解釈学), Ontorogī (Jijitsusei no kaishakugaku)), übersetzt und hrsg. von Shino Kenji und Elmar Weinmayr, 1992, 162 S. (Detailseite zu Band 63).
- Beiträge zur Philosophie. Band 65 (哲学への寄与論稿, Tetsugaku e no kiyoronkō), übersetzt und hrsg. von Ōhashi Ryōsuke und Akitomi Katsuya, 2005, 628 S. (Detailseite zu Band 65).
- Zu Hölderlin. Band 75 (ヘルダーリンに寄せて, Herudārin ni yosete), übersetzt und hrsg. von Miki Masayuki und Alfredo Guzzoni, 2003, 500 S. (Detailseite zu Band 75).
- Feldweg-Gespräche. Band 77 (野の道での会話, No no michi de no kaiwa), übersetzt und hrsg. von Asō Ken und Klaus Opilik, 2001, 370 S. (Detailseite zu Band 77).
- Bremer und Freiburger Vorträge. Band 79 (ブレーメン講演とフライブルク講演, Buremen kōen to furaiburuku kōen), übersetzt und hrsg. von Mori Ichirō und Hartmut Buchner, 2003, 262 S. (Detailseite zu Band 79).

### Englisch
Im Englischen liegen folgende Übersetzungen vor (Stand 1998):
Übersetzungen aus der ersten Abteilung der Gesamtausgabe
- (1927) ‘Sein und Zeit’, Jahrbuch für Philosophie und phänomenologische Forschung 8: 1-438; Sein und Zeit, Halle an der Salle: Max Niemeyer; trans. J. Macquarrie and E. Robinson, Being and Time, New York: Harper & Row, 1962; trans. J. Stambaugh, Being and Time, Albany, NY: State University of New York Press, 1996.
- (1929a) ‘Vom Wesen des Grundes’, Jahrbuch für Philosophie und phänomenologische Forschung, supplement 71-100; trans. T. Malick, The Essence of Reasons, Evanston, IL: Northwestern University Press, 1969; trans. W. McNeill, ‘On the Essence of Ground’, in Pathmarks, New York: Cambridge University Press, 1997.
- (1929b) Kant und das Problem der Metaphysik, Bonn: Friedrich Cohen; trans. R. Taft, Kant and the Problem of Metaphysics, Bloomington, IN: Indiana University Press, 1990.
- (1929c) Was ist Metaphysik?, Bonn: Friedrich Cohen; trans. D.F. Krell, ‘What is Metaphysics?’, in D.F. Krell, Basic Writings, revised edn, San Francisco: Harper, 1993; and in Pathmarks, New York: Cambridge University Press, 1997.
- (1933) Die Selbstbehauptung der deutschen Universität, Breslau: Wilhelm Gottlieb Korn; trans. K. Harries, ‘The Self-Assertion of the German University’, Review of Metaphysics (1985) 38: 470-80.
- (1942) ‘Platons Lehre von der Wahrheit’, Geistige Überlieferung 2: 96-124; trans. J. Barlow, ‘Plato’s Doctrine of Truth’, in W. Barrett (ed.) Philosophy in the Twentieth Century, New York: Random House, 1962, vol. 2; trans. T. Sheehan, ‘Plato’s Doctrine of Truth’, in Pathmarks, New York: Cambridge University Press, 1997.
- (1943a) Vom Wesen der Wahrheit, Frankfurt: Vittorio Klosterman; trans. J. Sallis, ‘On the Essence of Truth’, in D.F. Krell (ed.) Basic Writings, revised edn, San Francisco: Harper, 1993; and ‘On the Essence of Truth’, in Pathmarks, New York: Cambridge University Press, 1997.
- (1947) ‘Brief über den Humanismus’, in Platons Lehre von der Wahrheit. Mit einem Brief über den Humanismus, Bern: Francke; trans. F.A. Capuzzi, ‘Letter on Humanism’, in D.F. Krell (ed.) Basic Writings, revised edn, San Francisco: Harper, 1993; and in Pathmarks, New York: Cambridge University Press, 1997.
- (1950) Holzwege (Forest Paths), Frankfurt: Vittorio Klosterman
  - (1935) ‘The Origin of the Work of Art’, trans. A. Hofstadter, in D.F. Krell (ed.) Basic Writings, revised edn, San Francisco: Harper, 1993.
  - (1938) ‘The Age of the World Picture’, in W. Lovitt (trans. and ed.) The Question Concerning Technology and Other Essays, New York: Harper & Row, 1977.
  - (1942-3) Hegel’s Concept of Experience, trans. J.G. Gray, New York: Harper & Row, 1970.
  - (1943b) ‘The Word of Nietzsche „God is Dead“’, in W. Lovitt (trans. and ed.) The Question
  - Concerning Technology and Other Essays, New York: Harper & Row, 1977.
  - (1946a) ‘What Are Poets For?’, trans. A. Hofstadter, in D.F. Krell (ed.) Poetry, Language, Thought, New York: Harper & Row, 1971.
  - (1946b) ‘The Anaximander Fragment’, trans. D.F. Krell, in D.F. Krell and F.A. Capuzzi (eds) Early Greek Thinking, New York: Harper & Row, 1975.
- (1951a) Erläuterungen zu Hölderlins Dichtung (Elucidations of Hölderlin’s Poetry), Frankfurt: Vittorio Klostermann; 4th expanded edn, 1971.
  - (1936) ‘Hölderlin and the Essence of Poetry’, in W. Brock (ed.) Existence and Being, Chicago:Henry Regnery, 1949.
  - (1943c) ‘Remembrance of the Poet’, in W. Brock (ed.) Existence and Being, Chicago, IL: Henry Regnery, 1949.
- (1953a) Einführung in die Metaphysik, Tübingen: Max Niemeyer; trans. R. Manheim, An Introduction to Metaphysics, New Haven, CT: Yale University Press, 1959.
- (1954) Vorträge und Aufsätze (Lectures and Essays), Pfullingen: Günter Neske.
  - (1936–46) ‘Overcoming Metaphysics’, in J. Stambaugh (trans. and ed.) The End of Philosophy, New York: Harper & Row, 1973.
  - (1943d) ‘Aletheia’, trans. F.A. Capuzzi, in D.F. Krell and F.A. Capuzzi (eds) Early Greek Thinking, New York: Harper & Row, 1975.
  - (1944) ‘Logos’, trans. D.F. Krell, in D.F. Krell and F.A. Capuzzi (eds) Early Greek Thinking, New York: Harper & Row, 1975.
  - (1949a) ‘The Thing’, trans. A. Hofstadter, in D.F. Krell (ed.) Poetry, Language, Thought, New York: Harper & Row, 1971.
  - (1949b) ‘The Question Concerning Technology’, in W. Lovitt (trans. and ed.) The Question Concerning Technology and Other Essays, New York: Harper & Row, 1977.
  - (1951b) ‘Building Dwelling Thinking’, trans. A. Hofstadter, in D.F. Krell (ed.) Poetry, Language, Thought, New York: Harper & Row, 1971.
  - (1951c) ‘…Poetically Man Dwells…’, trans. A. Hofstadter, in D.F. Krell (ed.) Poetry, Language, Thought, New York: Harper & Row, 1971.
  - (1952) ‘Moira’, trans. F.A. Capuzzi, in D.F. Krell and F.A. Capuzzi (eds) Early Greek Thinking, New York: Harper & Row, 1975.
  - (1953b) ‘Science and Reflection’, in W. Lovitt (trans. and ed.) The Question Concerning Technology and Other Essays, New York: Harper & Row, 1977.
  - (1953c) ‘Who is Nietzsche’s Zarathustra?’, trans. D.F. Krell, in Nietzsche, New York: Harper & Row, 1984, vol. 2.
- (1956) Was heißt Denken?, Tübingen: Max Niemeyer; trans. F. D. Wieck and J.G. Gray, What Is Called Thinking?, New York: Harper & Row, 1968.
- (1957a) Der Satz vom Grund, Pfullingen: Günther Neske; trans. R. Lilly, The Principle of Reason, Bloomington, IN: Indiana University Press, 1991.
- (1957b) Identität und Differenz, Pfullingen: Günther Neske; trans. J. Stambaugh, Identity and Difference, New York: Harper & Row, 1969.
- (1958) ‘Vom Wesen und Begriff der Φuσις. Aristoteles Physik B 1’, Il Pensiero 3: 131-56; 265-90; trans. T. Sheehan, ‘On the Being and Conception of PHYSIS in Aristotle’s Physics B, 1’, Man and World (1976) 9: 221-70; and in Pathmarks, New York: Cambridge University Press, 1997.
- (1959a) Gelassenheit, Pfullingen: Günther Neske; trans. J.M. Anderson and E.H. Freund, Discourse on Thinking, New York: Harper & Row, 1966.
- (1959b) Unterwegs zur Sprache, Pfullingen: Günther Neske; trans. P.D. Hertz and J. Stambaugh, On the Way to Language, New York: Harper & Row, 1971.
- (1961) Nietzsche, Pfullingen: Günther Neske, 2 vols; trans. D.F. Krell and F. Capuzzi, Nietzsche, New York: Harper & Row, 1979–87, 4 vols.
- (1962) Die Frage nach dem Ding. Zu Kants Lehre von der transzendentalen Grundsätzen, Tübingen: Max Niemeyer; trans. W.B. Barton and V. Deutsch, What Is a Thing?, Chicago, IL: Henry Regnery, 1967.
- (1967, 1976) Wegmarken, Frankfurt: Vittorio Klostermann; trans. and ed. D.F. Krell, W. McNeill and J. Sallis, Pathmarks, New York: Cambridge University Press, 1997.
- (1969) Zur Sache des Denkens, Tübingen: Max Niemeyer; trans. J. Stambaugh, On Time and Being, New York: Harper & Row, 1972.
- (1970a) Heraklit. Seminar Wintersemester 1966/1967, Frankfurt: Vittorio Klostermann; trans. C.H. Seibert, Heraclitus Seminar 1966/67, Tuscaloosa, AL: University of Alabama Press, 1979.
- (1970b) Phänomenologie und Theologie, Frankfurt: Vittorio Klostermann; trans. J.G. Hart and J.C.Maraldo, The Piety of Thinking, Bloomington, IN: Indiana University Press, 1994.
- (1971) Schellings Abhandlung Über das Wesen der menschlichen Freiheit (1809), Tübingen: Max Niemeyer; trans. J. Stambaugh, Schelling’s Treatise On the Essence of Human Freedom, Athens, OH: Ohio University Press, 1985.
- (1972) Frühe Schriften (Early Writings), Frankfurt: Vittorio Klostermann.
- (1976) ‘Nur noch ein Gott kann uns retten’, Der Spiegel 23: 193-219; trans. W.J. Richardson, ‘Only a God Can Save Us: The Spiegel Interview’, in T. Sheehan (ed.) Heidegger, the Man and the Thinker, New Brunswick, NJ: Rutgers University/Transaction Publishers, 1981.
- (1977a) Vier Seminare (Four Seminars), Frankfurt: Vittorio Klostermann; 2nd seminar trans. as ‘A Heidegger Seminar on Hegel’s Differenzschrift’, Southwest Journal of Philosophy (1980) 11.

Übersetzungen aus anderen Abteilungen der Gesamtausgabe
- (1975) Die Grundprobleme der Phänomenologie, in Gesamtausgabe, vol. 24; trans. A. Hofstadter, The Basic Problems of Phenomenology, Bloomington, IN: Indiana University Press, 1982.
- (1977b) Phänomenologische Interpretation von Kants Kritik der reinen Vernunft, in Gesamtausgabe, vol. 25; trans. P. Emad and K. Maly, Phenomenological Interpretation of Kant’s Critique of Pure Reason, Bloomington, IN: Indiana University Press, 1997.
- (1978) Metaphysische Angangsründe der Logik, in Gesamtausgabe, vol. 26; trans. M. Heim, The Metaphysical Foundations of Logik, Bloomington, IN: Indiana University Press, 1984.
- (1979) Prolegomena zur Geschichte des Zeitbegriffs, in Gesamtausgabe, vol. 20; trans. T. Kisiel, History of the Concept of Time: Prolegomena, Bloomington, IN: Indiana University Press, 1985.
- (1980) Hegels Phänomenologie des Geistes, in Gesamtausgabe, vol. 32; trans. P. Emad and K. Maly, Hegel’s Phenomenology of Spirit, Bloomington, IN: Indiana University Press, 1988.
- (1981) Aristoteles, Metaphysik 1-3, in Gesamtausgabe, vol. 33; trans. W. Brogan, Aristotle, Metaphysics 1-3: On the Essence and Actuality of Force, Bloomington, IN: Indiana University Press, 1996.
- (1982) Parmenides, in Gesamtausgabe, vol. 54; trans. A. Schuwer and R. Rojcewicz, Parmenides, Bloomington, IN: Indiana University Press, 1992.
- (1983) Die Grundbegriffe der Metaphysik. Welt – Endlichkeit – Einsamkeit, in Gesamtausgabe, vol. 29/30; trans. W. McNeill and N. Walker, The Fundamental Concepts of Metaphysics: World, Finitude, Solitude, Bloomington, IN: Indiana University Press, 1995.
- (1984a) Grundfragen der Philosophie. Ausgewählte ‘Probleme’ der ‘Logik’, in Gesamtausgabe, vol. 45; trans. R. Rojcewicz and A. Schuwer, Basic Questions of Philosophy: Selected ‘Problems’ of ‘Logic’, Bloomington, IN: Indiana University Press, 1994.
- (1984b) Hölderlins Hymne ‘Der Ister’, in Gesamtausgabe, vol. 53; trans. W. McNeill and J. Davis, Hölderlin’s Hymne ‘The Ister’, Bloomington, IN: Indiana University Press, 1996.
- (1989) Beiträge zur Philosophie (Vom Ereignis), in Gesamtausgabe, vol. 65; trans. P. Emad and K. Maly, Contributions to Philosophy: On Ereignis, Bloomington, IN: Indiana University Press, 1989.
- (1991) Grundbegriffe, in Gesamtausgabe, vol. 51; trans. G.A. Aylesworth, Basic Concepts, Bloomington, IN: Indiana University Press, 1993

### Weitere Sprachen
Die folgende Liste gibt eine Auswahl an übersetzten Werken in weiteren Sprachen:
- Artea eta espazioa. Die Kunst und der Raum, biTARTE 3 (1994): 33-37. Übersetzt ins Baskische von Joxe Azurmendi.

## Auf Französisch
- Martin Heidegger: Écrits politiques. 1933–1966. Presentation, traduction et notes par François Fédier. Paris: Éditions Gallimard, 1995. ISBN 2-07-073277-0

## Auf Spanisch
- Ser y Tiempo, Sein und Zeit, Editorial Universitaria, Santiago de Chile, 1997. Traducción de Jorge Eduardo Rivera Cruchaga.
- Hitos, Alianza Editorial, Madrid, 2000. Traducción de Helena Cortés y Arturo Leyte. Título original: Gesamtausgabe (Edición integral), Band 9:Wegmarken, 1976. Edición de Friedrich-Wilhelm von Herrmann. Esta edición corrige y amplía con sus dos primeros ensayos y las anotaciones marginales del autor una edición anterior, del año 1967, también titulada "Wegmarken".
- Interpretaciones fenomenológicas sobre Aristóteles. Indicación de la situación hermenéutica. Informe Natorp, Editorial Trotta, Madrid, 2002. Trad. de Jesús Adrián Escudero. Título original: Phänomenologische Interpretationen zu Aristoteles (Anzeige der hermeneutischen Situation). Natorp Bericht; en la revista Dilthey Jahrbuch für Philosophie und Geschichte der Geisteswissenschaften, volumen 6, Vandenhoeck & Ruprecht, 1989, Göttingen, pp. 237-269. Edición de Hans-Ulrich Lessing.
- Martin Heidegger / Karl Jaspers: Correspondencia 1920-1963, Editorial Síntesis, Madrid, 2003. Traducción de Juan José García Norro (Karl Jaspers / Martin Heidegger: Briefwechsel 1920-1963, Vittorio Klostermann, Frankfurt a. M., 1990 / R. Piper, München, 1990. Edición de Walter Biemel y Hans Saner).
- La pregunta por la cosa. Sobre la doctrina de los principios transcendentales de Kant, Editorial Palamedes, Girona 2009. Traducción del alemán, notas y glosario de José M. García Gómez del Valle. (Spanische Übersetzung vom 41. Band der Gesamtausgabe: Die Frage nach dem Ding)
- Hannah Arendt / Martin Heidegger: Correspondencia 1925-1975 y otros documentos de los legados, Editorial Herder, Barcelona, 2000. Traducción de Adan Kovacsics.
- Escritos sobre la universidad alemana: La autoafirmación de la Universidad alemana; El rectorado, 1933-1934. Hechos y reflexiones; Entrevista del Spiegel: Conversación de Spiegel con M. Heidegger: Ya sólo un Dios puede salvarnos . Editorial Tecnos, Madrid, 2ª edición, 1996. Estudio preliminar, traducción y notas de Ramón Rodríguez.
- Aportes a la filosofía. Acerca del evento o Contribuciones a la Filosofía (Del acontecimiento), Biblioteca Internacional Martin Heidegger/Editorial Biblos/Editorial Almagesto, Buenos Aires, 2003.Traducción de Dina V. Picotti C. – RIL Editores, Santiago de Chile,2002.Traducción de Breno Onetto Muñoz. Título original:Gesamtausgabe, Band 65: Beiträge zur Philosophie (Vom Ereignis), Vittorio Klostermann, Frankfurt a. M.,1989. Edición de Friedrich-Wilhelm von Herrmann.
- Ontología. Hermenéutica de la facticidad, Alianza Editorial, Madrid, 1999. Traducción de Jaime Aspiunza. Título original: Gesamtausgabe, Bd. 63:Ontologie. Hermeneutik der Faktizität. Curso de Friburgo, semestre de verano, 1923. Edición de Käte Bröcker-Oltmanns (1988).
- Meditación, Biblioteca Internacional Martin Heidegger/Editorial Biblos, Buenos Aires, 2006.Traducción de Dina V. Picotti C. Título original: Gesamtausgabe, Sección III: Tratados no publicados. Bd. 66:Besinnung. Edición de Friedrich-Wilhelm von Herrmann (1997).
- Hölderlin y la esencia de la poesía, Editorial Anthropos, Barcelona, 1989. Edición, traducción, comentarios y prólogo de Juan David García Bacca. En: Gesamtausgabe, Bd. 4:Erläuterungen zu Hölderlins Dichtung. Vittorio Klostermann, Frankfurt a. M. Edición de Friedrich-Wilhelm von Herrmann (1981).
- Estudios sobre mística medieval, Ed. Fondo de Cultura Económica, México, 1997. Trad. de Jacobo Muñoz. Vierte al castellano la segunda y la tercera parte (final) del original indicado a continuación. Título original: Gesamtausgabe, Band 60: Phänomenologie des religiosen Lebens, Vittorio Klostermann, Frankfurt a. M.,1995. Edición de Claudius Strube.
- Introducción a la fenomenología de la religión, Ed. Siruela, Madrid, 2005. Trad. de Jorge Uscatescu. Vierte al castellano la primera parte del original indicado a continuación. Por tanto, completa los Estudios sobre mística medieval, señalados aparte. Título original: Gesamtausgabe, Band 60:Phänomenologie des religiosen Lebens, Vittorio Klostermann, Frankfurt a. M.,1995. Edición de Claudius Strube.